# Nouvelle-Zélande aux Jeux olympiques d'été de 1928
Comme en 1924, c’est une délégation néo-zélandaise très réduite de 9 athlètes (6 hommes et 3 femmes) qui participe aux Jeux olympiques d'été de 1928, à Amsterdam. Au sein de cette délégation, figure le sprinter Arthur Porritt déjà présent quatre ans plus tôt et pour la seconde fois porte-drapeau. Ainsi que le boxeur Edward Morgan qui offre à la Nouvelle-Zélande son unique médaille mais dans le plus noble métal. Ce qui permet à son pays d’intégrer le tableau des médailles, en 24e position.

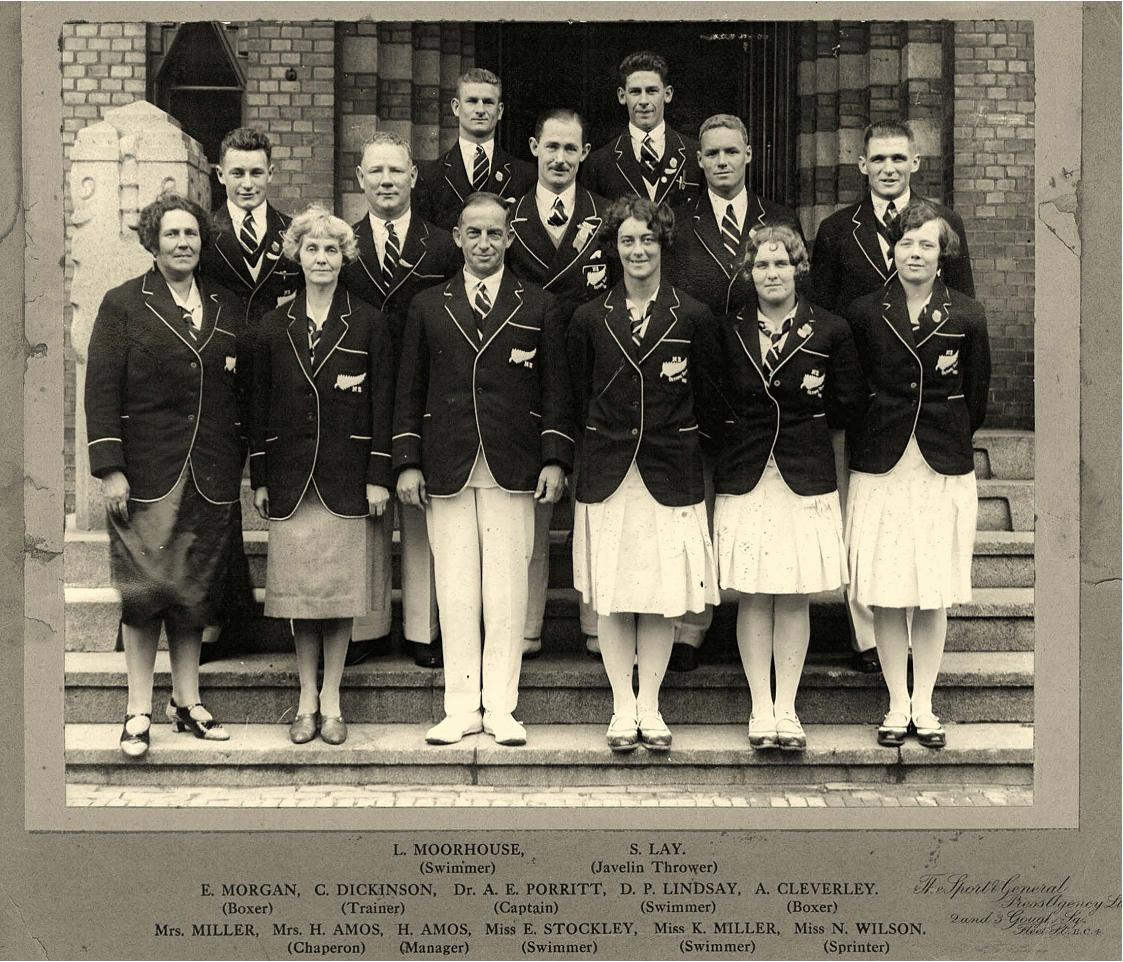
L'équipe complète de Nouvelle-Zélande aux Jeux olympiques d'été de 1928.

## Médailles
| Médaille      | Nom           | Sport | épreuve                  |
| ------------- | ------------- | ----- | ------------------------ |
| Médaille d'or | Edward Morgan | Boxe  | Poids welters (-66,7 kg) |

## Sources
- (fr) Nouvelle-Zélande sur le site du Comité international olympique
- (en) Nouvelle-Zélande aux Jeux olympiques d'été de 1928 sur Olympedia.org